# Silene flos-jovis
Silene flos-jovis är en nejlikväxtart som först beskrevs av Carl von Linné, och fick sitt nu gällande namn av Louis Auguste Joseph Desrousseaux. Silene flos-jovis ingår i släktet glimmar, och familjen nejlikväxter. Inga underarter finns listade i Catalogue of Life.